# La Compagnie des glaces
La Compagnie des glaces (cu sensul Compania gheții) este o serie de 97 de romane științifico-fantastice post-apocaliptice. Romanele au fost scrise de autorul francez Georges-Jean Arnaud și publicate între 1980 și 2005. Povestea acestora are loc pe Pământ în viitorul îndepărtat, acoperit de gheață și guvernat dictatorial de companii feroviare.

## Romane
Toate romanele au fost publicate de Fleuve noir în Fleuve Noir Anticipation. Primul volum a primit în 1988 Premiul Apollo. Este singurul care a fost tradus în engleză până în 2010, ca The Ice Company (ISBN: 978-1-935558-31-6).

### La Compagnie des glaces
Seria principală s-a terminat în 1992 cu al 62-lea volum.
1. La Compagnie des glaces  (1980)
2. Le Sanctuaire des glaces  (1980)
3. Le Peuple des glaces  (1981)
4. Les Chasseurs des glaces  (1981)
5. L'Enfant des glaces  (1981)
6. Les Otages des glaces  (1981)
7. Le Gnome halluciné  (1982)
8. La Compagnie de la banquise  (1982)
9. Le Réseau de Patagonie  (1982)
10. Les Voiliers du rail  (1982)
11. Les Fous du soleil  (1983)
12. Network-Cancer  (1983)
13. Station-fantôme  (1983)
14. Les Hommes-Jonas  (1983)
15. Terminus-amertume  (1983)
16. Les Brûleurs de banquise  (1983)
17. Le Gouffre aux garous  (1984)
18. Le Dirigeable sacrilège  (1984)
19. Liensun  (1984)
20. Les Éboueurs de la vie éternelle  (1984)
21. Les Trains-cimetières  (1985)
22. Les Fils de Lien Rag  (1985)
23. Voyageuse Yeuse  (1985)
24. L'Ampoule de cendres  (1985)
25. Sun Company (1986)
26. Les Sibériens  (1986)
27. Le Clochard ferroviaire  (1986)
28. Les Wagons -mémoires  (1986)
29. Mausolée pour une locomotive  (1986)
30. Dans le ventre d'une légende  (1986)
31. Les Échafaudages d'épouvante  (1986)
32. Les Montagnes affamées  (1987)
33. La Prodigieuse agonie  (1987)
34. On m'appelait Lien Rag  (1987)
35. Train spécial pénitentiaire 34  (1987)
36. Les Hallucinés de la voie oblique  (1987)
37. L'Abominable postulat (1988)
38. Le Sang des Ragus (1988)
39. La caste des Aiguilleurs (1988)
40. Les Exilés du ciel croûteux  (1988)
41. Exode barbare (1988)
42. La Chair des étoiles (1988)
43. L'Aube cruelle d'un temps nouveau (1988)
44. Les Canyons du Pacifique (1989)
45. Les Vagabonds des brumes (1989)
46. La Banquise déchiquetée (1989)
47. Soleil blême (1989)
48. L'Huile des morts (1989)
49. Les Oubliés de Chimère (1989)
50. Les Cargos-dirigeables du soleil (1990)
51. La Guilde des sanguinaires (1990)
52. La Croix pirate (1990)
53. Le Pays de Djoug (1990)
54. La Banquise de bois (1990)
55. Iceberg-ship (1991)
56. Lacustra city (1991)
57. L'Héritage du Bulb (1991)
58. Les Millénaires perdus (1991)
59. La Guerre du peuple du froid (1991)
60. Les Tombeaux de l'Antarctique  (1991)
61. La Charogne céleste (1992)
62. Il était une fois la compagnie des glaces (1992)

### Chroniques glaciaires
Chroniques glaciaires ("Cronici Glaciare") acoperă o perioadă de glaciațiune a Pământului. 
1. Les Rails d'incertitude (1995)
2. Les Illuminés (1997)
3. Le Sang du monde (1998)
4. Les Prédestinés (1999)
5. Les Survivants crépusculaires (1999)
6. Sidéral-Léviathan (1999)
7. L'Œil parasite (1999)
8. Planète nomade (2000)
9. Roark (2000)
10. Les Baleines Solinas (2000)
11. La Légende des Hommes-Jonas (2000)

### La nouvelle Compagnie des Glaces
Romanele La nouvelle Compagnie des Glaces (Noua companie a gheților) au apărut din 2001  și continuă complotul inițial cu cincisprezece ani mai târziu.
1. La Ceinture de Feu (2001)
2. Le Chenal Noir (2001)
3. Le Réseau de l'Éternelle nuit (2001)
4. Les Hommes du Cauchemar (2001)
5. Les Spectres de l'Altiplano (2001)
6. Les Momies du massacre (2002)
7. L'Ombre du Serpent Gris (2002)
8. Les Griffes de la banquise (2002)
9. Les Forbans du Nord (2002)
10. Les Icebergs lunaires (2002)
11. Le Sanctuaire de légende (2002)
12. Les Mystères d'Altaï (2003)
13. La Locomotive-dieu (2003)
14. Pari cataclysme (2003)
15. Movane la chamane (2003)
16. Channel Drake (2003)
17. Le Sang des Aliens (2004)
18. Caste barbare (2004)
19. Parano River (2004)
20. Indomptable Fleur (2004)
21. Le Masque de l'autre (2004)
22. Passions rapaces (2005)
23. L'Irrévocable testament (2005)
24. Ultime Mirage (2005)

## Adaptări

### Benzi desenate
Dargaud a publicat o adaptare pentru benzi desenate a seriei, adaptare scrisă de Philippe Bonifay. Original proiectată pentru 100 de volume, seria de  benzi desenate a avut 15 volume (bazate pe primele zece romane originale) din cauza succesului limitat al benzilor desenate.
Lista volumelor
- Ciclul Jdrien

1. Lien Rag (2003)
2. Floa Sadon (2003)
3. Kurts (2004)
4. Frère Pierre (2004)
5. Jdrou (2005)
6. Yeuse (2005)
7. Pietr (2005)

- Ciclul Cabaret Miki

1. Le Peuple du sel (2006)
2. Otage des glaces (2006)
3. Zone Occidentale (2007)
4. Big Tube (2007)
5. La Fin d'un Rêve (2008)

- Ciclul La Compagnie de la banquise

1. Terror Point (2008)
2. Terre de feu, terre de sang (2009)
3. Le Feu de la Discorde (2009)

### Film
Romanul grafic Le Transperceneige bazat pe această serie de romane a inspirat filmul  Snowpiercer din 2013.

### Seriale TV

#### Grand Star
În 2006 a fost realizat serialul TV SF francezo-belgiano-canadian Grand Star (La Compagnie des Glaces în Franța) vag bazat pe seria La Compagnie des glaces a lui Georges-Jean Arnaud. A fost filmat în Wallers-Arenberg, France, și a fost transmis în premieră pe canalele Space și A-Channel. Personajul principal, Cal Ragg, a fost jucat de Tyler Johnston.
Situat într-un viitor apocaliptic la 100 de ani după ce a avut loc o explozie nucleară cataclismică pe Lună care a trimis Pământul într-o nouă epocă de gheață, serialul se învârte în jurul interacțiunilor dintre o comunitate mică de supraviețuitori pe Pământ și descendenții întorși ai coloniștilor care au scăpat de pe Pământ înainte de dezastru.
Lista episoadelor:
1. L'immense lumière
2. L'origine de Cal
3. Un nouveau commandant
4. NARA
5. Les cobayes
6. Un canon pour le soleil
7. Un début de rébellion
8. Détenu dans le froid
9. Le prisonnier de Palidor
10. L'exode
11. La nouvelle station
12. La tempête de la vérité
13. A la recherche des rénovateurs
14. Coupure de courant
15. Le fugitif
16. Marcus
17. L'évasion
18. Jonah
19. Les masques blancs
20. Le jugement de Zel
21. Lavage de cerveau
22. Une nouvelle recrue
23. Les vestiges du passé
24. Les rénovateurs
25. La destinée de Cal
26. La lumière chaude

#### Snowpiercer
În plus romanul grafic Le Transperceneige este baza unui viitor serial TV. În 2015, un proiect denumit Snowpiercer a început să fie dezvoltat de Josh Friedman ca scenarist și cu regizorul coreean  Bong Joon-ho ca producător executiv. În noiembrie 2016, TNT a comandat un episod pilot studiourilor Tomorrow. În mai 2017 s-a anunțat că Daveed Diggs va juca în serial, iar Scott Derrickson va regiza episodul-pilot și va fi producător executiv al seriei.

### Anime
Seria de romane a inspirat și seria anime de 26 de episoade  Overman King Gainer (2002) creată de Yoshiyuki Tomino, autorul seriei Gundam.

### Jocuri video
Jocuri video inspirate de La Compagnie des glaces: Transarctica (1992) sau un joc pen-and-paper roleplaying din 1986 publicat de Jeux Actuels.

## Legături externe
- en  Istoria publicării lucrării La Compagnie des glaces la Internet Speculative Fiction Database

## Vezi și
- Literatura științifico-fantastică în Franța